# آندرئاس مولاندین
آندرئاس مولاندین (آلمانی: Andreas Mollandin؛ زادهٔ ۴ اوت ۱۹۶۴) بازیکن هاکی روی چمن اهل آلمان است.